# Утар-Аты
Утар-Аты́ (тат. Утар Аты) — село в Арском районе Республики Татарстан, административный центр Утар-Атынского сельского поселения.

## Этимология названия
Топоним произошёл от ойконимического термина «утар» (усадьба, имение; хутор) и гидронима «Аты». В дореволюционных источниках упоминается также под названиями Сенной Покос, Отар-Аты, Старые Аты.

## География
Село находится на реке Атынка, в 16 км к северо-западу от районного центра, города Арска.

## История
Село известно с 1678 года как Пустошь на Сенных Покосах.
В XVIII – первой половине XIX веков жители относились к категории государственных крестьян. Основные занятия жителей в этот период – земледелие и скотоводство, были распространены пчеловодство, стекольный промысел.
В «Списке населенных мест по сведениям 1859 года», изданном в 1866 году, населённый пункт упомянут как казённая деревня Отар-Аты 2-го стана Казанского уезда Казанской губернии. Располагалась при речке Атинке, по правую сторону большого торгового тракта из Казани в Уржум, в 54 верстах от губернского города Казани и в 17 верстах от становой квартиры в заштатном городе Арске. В деревне в 100 дворах жили 878 человек (449 мужчин и 429 женщин). Была мечеть.
В начале XX века в селе функционировали мечеть, мектеб, 3 мелочные лавки. В этот период земельный надел сельской общины составлял 1832,4 десятины.
До 1920 года село входило в Больше-Менгерскую волость Казанского уезда Казанской губернии. С 1920 года в составе Арского кантона ТАССР. С 10 августа 1930 года в Арском районе.

## Население
| 1782 | 1859 | 1897 | 1908 | 1920 | 1926 | 1938 | 1949 | 1958 | 1970 | 1979 | 1989 | 2002 | 2010 | 2015 |
| ---- | ---- | ---- | ---- | ---- | ---- | ---- | ---- | ---- | ---- | ---- | ---- | ---- | ---- | ---- |
| 223  | 878  | 1094 | 1233 | 1097 | 1054 | 818  | 612  | 484  | 461  | 422  | 363  | 318  | 307  | 313  |

Национальный состав деревни: татары.

## Экономика
Жители работают преимущественно в «Агрофирме «Байрак», занимаются полеводством, свиноводством, мясо-молочным скотоводством, овцеводством.

## Объекты образования, культуры и медицины
В селе действуют неполная средняя школа (в 2004 году открыт музей поэта-фронтовика Ахмета Исхака), детский сад (с 1972 года), дом культуры, библиотека.

## Религиозные объекты
Мечеть (с 2000 года).

## Известные уроженцы
- Таждарова, Нагима Ахмадулловна (1888–1947) – Народная артистка ТАССР.